# G-Man (Half-Life)
G-Man es un personaje recurrente de la serie Half-Life, doblado en la versión inglesa por Michael Shapiro. Asimismo, nadie se refiere a él como «G-Man» dentro del juego. La única referencia que se obtiene de él es cuando otro de los personajes, Eli Vance, lo cataloga como «nuestro amigo». El nombre de G-Man se extrajo de los archivos del juego, del modelo del personaje multijugador de Half-Life. En Half-Life 2 todos los archivos referentes a él llevan el mismo nombre, y también los créditos se refieren a él como G-man.
A través de la historia de la serie Half-Life, G-Man desempeña el papel de supervisor y empresario; él controla la inserción o extracción de Gordon Freeman del mundo del juego en varias ocasiones, y sus monólogos con Freeman revelan su importancia en la narrativa general de la serie. También afirma que responde ante alguna autoridad superior oculta a la que se refiere simplemente como sus «jefes». G-Man fue visto por primera vez en Half-Life y se conoce que muestra un comportamiento muy peculiar y capacidades más allá de las de un humano normal, su verdadera identidad y sus cometidos permanecen casi completamente inexplicados.

## Concepto y creación
El nombre «G-Man» proviene de una expresión coloquial norteamericana que significa «Government Man» (en español: Hombre del gobierno). Sin embargo, en los juegos de Half-Life, él se identifica con este nombre solo en el código del programa, no dentro de la propia historia; su nombre deriva de su modelo y nombre de entidad en Half-Life y desde entonces ha sido reutilizado en los juegos posteriores de la serie. Su nombre se ha sido denominado de esa manera en documentales que cuentan con empleados de Valve, así como en los créditos de actor de voz para Half-Life 2 y Half-Life 2: Raising the Bar.
Una descripción de la naturaleza de G-Man figura en la sección del archivo "npc_gman.cpp" en el archivo Source SDK "sourcesdk.gcf": "// Propósito: El G-Man, siervo incomprendido de las personas". En el script de audio oficial de Half-Life, G-Man es referido como «Administrador», lo que sugiere que él es el que supervisa los experimentos. Este título fue más tarde retroactivo para referirse a Wallace Breen. Frank Sheldon, la persona sobre la que se basa el modelo de G-Man en Half-Life 2, fue originalmente programado para ser el modelo del Dr. Breen. No obstante, fue elegido para la apariencia de G-Man luego de que Bill Van Buren creó una imagen modificada de Sheldon, con el pelo corto y la forma de su cara más reducida. Doug Wood, quien diseñó las expresiones faciales del modelo de G-Man en Half-Life 2, quería que el jugador nunca supiese bien de qué lado estaba G-Man, dándole expresiones faciales ambiguas.

## Características
G-Man posee apariencia humana, siempre viste del mismo modo, con aspecto formal luciendo un traje azul con una corbata oscura y por lo general trae consigo un maletín. Por eso, en el primer Half-Life el personal de Black Mesa lo confunden con un agente del gobierno. Sin embargo, a pesar de tener aspecto humano, G-Man tiene un habla extraña como, si presentara algún problema de logopedia o incluso de tipo asmático. A menudo es comparado por muchos seguidores de la serie con Palmer Eldritch del libro Los tres estigmas de Palmer Eldritch, por los poderes que demuestra tener: Detener el tiempo; viajar de un lado a otro en segundos; mantener a un individuo cautivo por años, mientras que el individuo cree que solo han pasado minutos... y aunque no se considere un poder, las criaturas del mundo Xen le temen y/o respetan. Concordando con el libro Los tres estigmas de Palmer Eldritch, en el manual «guía oficial de prima», describe a G-Man como una «Entidad Eldritch».
En su papel en la saga, G-Man, tras ser un vigilante entre las sombras en Half-Life, al final del juego obliga a Gordon Freeman a ser su empleado con fines oscuros hibernándolo durante varios años para despertarlo justo en el inicio de Half-Life 2, con la intención de que cumpla una serie de objetivos. Finalmente después de que Gordon lograse destruir el reactor de la ciudadela c-17, G-Man vuelve a ponerlo en estado de suspensión. Sin embargo en Half-Life 2: Episode One se retoma el hilo de la historia justo un instante después de Half-Life 2 y allí podemos ver cómo los Vortigaunts logran detener a G-Man rescatando a Gordon y a Alyx.
Posteriormente, en Half-Life 2: Episode Two, mientras los Vortigaunts curan a Alyx, G-Man vuelve a parar el tiempo y mantiene una charla cara a cara con Gordon. Allí le expone que salvó a Alyx pese a que "ellos" la veían como inútil y que lo único que conocían de la humanidad era "una palanca a punto de aplastarles la cabeza" (refiriéndose a Gordon atacando xenianos cuando eran esclavos de Nihilant), también agrega que le gustaría hacer más que solo vigilar pero que aceptó someterse a ciertas "Limitaciones". G-Man utiliza a Alyx como mensajera para contactar con su padre, transmitiéndole la siguiente frase: "Prepárate para consecuencias imprevistas". Esto solo ha vuelto a G-Man más misterioso haciendo que su lealtad y posición en la trama esté en duda pues con "restricciones" significa que no solo quería contratar a Freeman, sino apoyarlo o tal vez dificultarle su trabajo. Volviendo a la "guía oficial de prima", se dice que el G-Man, efectivamente trabaja para unos "amos" desconocidos.
En el final de Half-Life: Alyx, Alyx Vance libera a G-Man creyendo que a quien tenían cautivo era Gordon Freeman. G-Man le ofrece hacer lo que ella quiera, a lo cual ella responde que quiere a las fuerzas Combine fuera de la tierra, pero el G-Man responde que, por los intereses de sus empleadores, no puede cumplirlo, por lo que procede a ofrecerle algo que ella no sabe que quiere y le muestra el final de Half-Life 2: Episode Two, donde el padre de Alyx, Eli Vance, muere después de ser atacado por un Combine Advisor. G-Man le permite a Alyx resucitar a su padre, lo que revierte el final de Half-Life 2: Episode Two, siempre y cuando ella acepte trabajar para el. Alyx le pide a G-Man que la deje regresar a casa, a lo que el responde que entendió incorrectamente la situación, y desaparece, dejando a Alyx en suspensión.